# Station Rossignol
Station Rossignol was een spoorwegstation langs spoorlijn 135 (Walcourt - Florennes) en spoorlijn 136 (Rossignol - Florennes) in het gehucht Rossignol van Vogenée, thans deelgemeente van de Belgische gemeente Walcourt. Met het verleggen van spoorlijn 132 ligt het voormalige station nu aan deze lijn.
0,0: La Sambre ·
1,0: Mont-sur-Marchienne ·
2,8: Montigny ·
4,8: Bomerée ·
6,0: Jamioulx ·
9,4: Beignée ·
10,9: Ham-sur-Heure ·
13,3: Cour-sur-Heure ·
15,0: Berzée ·
18,1: Pry ·
18,8: Walcourt ·
Vogenée ·
Rossignol ·
26,6: Yves-Gomezée ·
Saint-Lambert ·
Jamagne ·
21,1: Gerlimpont ·
23,9: Silenrieux ·
28,5: Falemprise ·
31,0: Cerfontaine ·
32,9: Philippeville ·
Neuville-Noord ·
34,0: Senzeille ·
38,1: Neuville-Zuid ·
41,0: Roly ·
45,4/45,1: Mariembourg ·
47,9: Nismes ·
51,5: Olloy-sur-Viroin ·
54,1: Vierves ·
57,5: Treignes
0,0: Walcourt ·
2,6: Vogenée ·
3,8: Rossignol ·
5,6: Fairoul ·
7,2: Fraire ·
8,3: Fraire-Humide ·
9,7: Froidmont ·
12,2: Morialmé ·
14,3: Morialmé-Bifurcation ·
16,2: Pavillons ·
0,0: Walcourt ·
2,6: Vogenée ·
3,8: Rossignol ·
5,8: Yves-Gomezée ·
6,9: Saint-Lambert ·
9,3: Hemptinne ·
11,6: Saint-Aubin ·
Florennes-Zuid ·
14,5: Florennes-Centraal